# 68 Ophiuchi
68 Ophiuchi, som är stjärnans Flamsteed-beteckning, är en dubbelstjärna i den mellersta delen av stjärnbilden Ormbäraren. Den har en högsta skenbar magnitud på ca 4,42 och är svagt synlig för blotta ögat där ljusföroreningar ej förekommer. Baserat på parallaxmätning inom Hipparcosuppdraget på ca 11,1 mas, beräknas den befinna sig på ett avstånd på ca 290 ljusår (ca 90 parsek) från solen. Den rör sig bort från solen med en heliocentrisk radialhastighet av ca 6 km/s.

## Egenskaper
Primärstjärnan 68 Ophiuchi A är en blå till vit stjärna i huvudserien av spektralklass A2 Vn där 'n'-suffixet anger att den har "diffusa" linjer i dess spektrum på grund av snabb rotation. Den har en massa som är ca 3 solmassor, en radie som är ca 4,5 solradier och utsänder ca 160 gånger mera energi än solen från dess fotosfär vid en effektiv temperatur på ca 9 600 K.
68 Ophiuchi är en misstänkt variabel, som varierar mellan visuell magnitud +4,42 och 4,48 utan någon fastställd periodicitet. Den är en spektroskopisk dubbelstjärna med en omloppsperiod på 177 år och en excentricitet på 0,83. Den har ett överskott av infraröd strålning som tyder på närvaro av en omgivande stoftskiva med en medeltemperatur på 160 K, som kretsar på ett avstånd av 32,5 AE från stjärnan. Följeslagaren, 68 Ophiuchi B har en magnitud av 7,48.